# Ruth Ellis (activista)
Ruth Ellis (23 de julio de 1899 - 5 de octubre de 2000) fue una activista LGBT afrodescendiente de Estados Unidos. Su vida fue recogida en el documental Living With Pride: Ruth C. Ellis @ 100 dirigido por Yvonne Welbon.

## Biografía
Ellis nació en Springfield, Illinois, el 23 de julio de 1899, hija de Charlie Ellis y Carrie Farro Ellis. Era la más joven de cuatro hijos y la única niña. Sus padres nacieron durante los últimos años de la esclavitud en Tennessee. La madre murió cuando Ellis tenía 10 años. Ellis reconoció públicamente su lesbianismo hacia 1915 y se graduó en la escuela de educación secundaria de Springfield en 1919, en una época en la que menos del 7% de los afroamericanos terminaban la educación secundaria.
En la década de 1920 conoció a la única mujer con la que convivió, Ceciline Babe Franklin. Se trasladaron juntas a Detroit, Míchigan, en 1937, donde se convirtió en la primera mujer en ser dueña de una imprenta en la ciudad. Se ganaba la vida imprimiendo papel para cartas, panfletos y pósteres desde su casa.
La casa de Ellis y Franklin era conocida dentro de la comunidad afrodescendiente como el «punto gay». Era uno de los lugares principales para fiestas de gais y lesbianas, y servía de refugio para gais y lesbianas afroamericanos. Aunque Ellis y Franklin acabaron separándose, permanecieron juntas durante 30 años. Franklin murió en 1973.
A lo largo de su vida, Ellis luchó tanto por los derechos de gais y lesbianas, como por los derechos de los afroamericanos. Murió mientras dormía en su casa el 5 de octubre de 2000 a la edad de 101 años.

## El Centro Ruth Ellis
El Centro Ruth Ellis pretende homenajear la vida y la obra de Ruth Ellis y es una de las cuatro agencias en los Estados Unidos dedicadas a los jóvenes LGBT sin hogar. Entre sus servicios están un centro de acogida, un programa de información en la calle, un programa de alojamiento provisional y un refugio de emergencia.